# Dorian Goldfeld
Dorian Morris Goldfeld (Marburgo, 21 de janeiro de 1947) é um matemático estadunidense, que trabalha com teoria dos números.
Foi palestrante convidado do Congresso Internacional de Matemáticos em Berkeley, Califórnia (1986 - Kloosterman Zetafunctions for GL(n,Z)). É membro da American Mathematical Society.
Recebeu o Prêmio Cole em teoria dos números de 1987.
É desde 2009 membro da Academia de Artes e Ciências dos Estados Unidos.
Dentre seus orientados constam Jeffrey Hoffstein, Ram Murty, Ilan Vardi.